# فرعة المقاصير

تعديل مصدري - تعديل

فرعة المقاصير هي إحدى قرى عزلة سرار بمديرية سرار التابعة لمحافظة أبين، بلغ تعداد سكانها 27 نسمة حسب تعداد اليمن لعام 2004.